# Wembley Arena
Wembley Arena er en koncert- og sportsarena i Wembley i London. Den ligger lige overfor Wembley Stadium, og blev rejst i 1934 for British Empire Games. Der var oprindelig en svømmehal der, som sidst blev brugt under Sommer-OL 1948. Wembley Arena blev brugt til badminton og rytmisk gymnastik under Sommer-OL 2012. 
Arenaen er Londons travleste koncertarena, og den næst travleste i landet, efter MEN Arena i Manchester, i forhold til antal solgte billetter. Med 12.300 sæder er den mindre end Earls Court Exhibition Centre, men akustikken regnes for at være langt bedre på Wembley. 
Der arrangeres også indendørs sportsarrangementer, som bokse- og ishockeykampe. Ishockeyholdene Wembley Lions og Wembley Monarchs brugte arenaen i 1940-, 1950- og 1960'erne, mens London Lions brugte den i 1970'erne. British Hockey League brugte arenaen til sine finalekampe indtil ligaen blev opløst i 1996. 
De fleste større bands og kendte musikere har spillet her gennem årene. Bl.a. 
The Beatles, Cliff Richard & The Shadows, One Direction,  The Hollies, Dusty Springfield, Joe Brown & the Bruvvers, The Rolling Stones, The Who, Dave Dee, Dozy, Beaky, Mick & Tich, Electric Light Orchestra og ABBA. 
Cliff Richard er den kunstner, der (indtil videre) har opført flest shows på Wembley. Han har i alt opført 63 shows med det første i 1984 og det sidste i 2009 (ifølge engelsk wikipedia).
Det irske boyband Westlife har spillet 27 shows her siden 2001.[kilde mangler] 
Den 28. marts 2008 fik de en plads ved Square of Fame, ligesom Madonna, Kylie Minogue og Cliff Richard har. Square of Fame er en plads, hvor kendte har sat deres håndtryk. Pladsen ligger lige udenfor Wembley Arena.
Arenaen bruges også til andre arrangementer, som komedieshow, Disney on Ice, WWE-show og andet. 
Wembley Arena blev sammen med Wembley Stadium renoveret i forbindelse med fornyelse af området. Arenaen åbnede for publikum igen 2. april 2006 med en Depeche Mode-koncert. Renoveringen kostede 35 millioner pund.